# Élections législatives kazakhes de 1966
Des élections législatives se sont tenues au Kazakhstan en 1966.